# Електролитна дисоциация
Електролитна дисоциация се нарича разпадането на молекулите на електролита на йони с противоположни заряди. Степента на дисоциацията определя относителната електрична проводимост на разтвора, а също и други свойства, които може да бъдат свързани теоретично с общия брой молекули и йони на електролита, образувани в разтвора. Много съединения (например етановата киселина) имат ниска степен на дисоциация и се наричат слаби електролити, докато други имат висока степен на дисоциация и затова са силни електролити.
Електролитната дисоциация е обратим процес. Наред с разпадането на електролитите във воден разтвор на йони се извършва и обратният процес на кристализация (за електролитите с йонно-кристален строеж) или моларизация (за електролити с полярни молекули).
Разпадането на йони (Електролитната дисоциацията) се изразява чрез йонни химични уравнения. 
- електролити – във воден разтвор или стопилка се дисоциират на йони. Водните им разтвори провеждат електричен ток. Електролити са солите, киселините и основите.
- неелектролити – във воден разтвор или стопилка не се дисоциират на йони. Водните им разтвори не провеждат електричен ток. Веществата са със слабо полярна или не полярна ковалентна химична връзка. Това са простите вещества, хидридите, оксидите, някои органични съединения (като захар – C12H22O11).

Степента на електролитната дисоциация се определя от броя на разпадналите (дисоцииралите) се молекули.
Слаби електролити (α<3) :
- Киселини - {\displaystyle {\ce {H2CO3}}}, {\displaystyle {\ce {HCN}}},  {\displaystyle {\ce {HClO}}}, {\displaystyle {\ce {HNO2}}}, {\displaystyle {\ce {H2S}}}, {\displaystyle {\ce {CH3COOH}}}, {\displaystyle {\ce {HF}}}

Средни електролити (3<α<30):
- Киселини – H3PO4, H2SO3; H2C2O4
- Основи – Mg(OH)2
- Соли – няма;

Силни електролити (α>30):
- Киселини – HCl, H2SO4, HNO3, HClO4
- Основи – NaOH, KOH, Ca(OH)2, Ba(OH)2;
- Соли – NaCl, K2SO4, NH4NO3;

## Йонни химични уравнения
Служат за изразяване на електролитната дисоциация:
H2O---------->H+ + OH-
NaOH---------->Na+ + OH-
H2SO4----------->2H+ + SO42-
2K2CO3---------->4K+ + 2CO32-
Правила за изравняване:
- Винаги сбора от зарядите на йоните е равен на 0.
- Винаги индекса, принадлежащ на даден химичен елемент преди стрелката на уравнението, става като коефициент на същия елемент след уравнението.
- Ако има количество (молове), то тогава коефициента се умножава съответно с индексите на дадените елементите и отново след стрелката на уравнението стават коефициент на съответния елемент.

## Киселини
Киселини – H2S, H2CO3, HF; (винаги се дисоциират на водороден катион Н+ и на киселинен анион). Поради общия водороден катион H+, киселините имат и общи свойства:
- Променят цвета на лакмуса в червен.
- Взаимодействат с активни метали.
- Взаимодействат с основни оксиди.
- Взаимодействат с основи.
- Взаимодействат със соли.

Също така имат молекулен строеж.
Примери
- H2SO4----------->2H+ + SO42-
- HClO4--------->H+ + ClO4-
- HBr---------> H+ + Br-

## Основи
NaOH, KOH, {\displaystyle {\ce {Ca(OH)2}}} ,NH4OH; (винаги се дисоциират на метален катион или {\displaystyle {\ce {NH4+}}} и хидроксиден анион ОН-). Поради общия хидроксиден анион OH-, основите имат и общи свойства:
- Променят цвета на лакмуса в син.
- Взаимодействат с киселинни оксиди.
- Взаимодействат с киселини.
- Взаимодействат със соли.

Също така имат йоннокристален строеж.
Примери
- NaOH----------> Na+ + OH-
- Ba(OH)2---------->Ba2+ + 2OH-
- Sr(OH)2---------->Sr2+ + 2OH-

## Соли
Солите са електролити, които във водни разтвори се дисоциират на метални катиони и {\displaystyle {\ce {NH4+}}} и киселнинни аниони. Имат йоннокристален строеж.
Примери
- Na2SO4---------->2Na+ + SO42-
- CaCl2---------> Ca2+ + 2Cl-
- AlBr3----------> Al3+ + 3Br-

## Видове йони
| Според заряда         | Според заряда        | Според състава | Според състава    |
| --------------------- | -------------------- | -------------- | ----------------- |
| Положителни (катиони) | Отрицателни (аниони) | Прости         | Сложни            |
| Na+ натриев           | Cl- хлориден         | Cs+ цезиев     | OH- хидроксиден   |
| K+ калиев             | OH- хидроксиден      | Br- бромиден   | SO42- сулфатен    |
| Mg2+ магнезиев        | NO3- нитратен        | O2- кислороден | CO32- карбонатен  |
| Ca2+ калциев          | SO32- сулфитен       | H+ водороден   | ClO4- перхлоратен |
| Al3+ алуминиев        | PO43- фосфатен       | S2- сулфиден   | ClO3- хлоратен    |

Простите йони се състоят само от един химичен елемент.
Сложните йони са изградени от два или повече химични елемента.

## Разтворимост на някои киселини, хидроксиди и соли във вода
| Йони   | H+ | NH4+ | K+ | Na+ | Ag+ | Ba2+ | Ca2+ | Mg2+ | Zn2+ | Cu2+ | Hg2+ | Pb2+ | Fe2+ | Fe3+ | Al3+ |
| OH-    |    | Р    | Р  | Р   | Р   | Р    | М    | Н    | Н    | Н    | -    | Н    | Н    | Н    | Н    |
| NO3-   | Р  | Р    | Р  | Р   | Р   | Р    | Р    | Р    | Р    | Р    | Р    | Р    | Р    | Р    | Р    |
| Cl-    | Р  | Р    | Р  | Р   | Н   | Р    | Р    | Р    | Р    | Р    | Р    | М    | Р    | Р    | Р    |
| S-2    | Р  | Р    | Р  | Р   | Н   | -    | -    | -    | Н    | Н    | Н    | Н    | Н    | Н    | Н    |
| SO3-2  | Р  | Р    | Р  | Р   | М   | М    | М    | М    | М    | -    | -    | Н    | М    | -    | -    |
| SO4-2  | Р  | Р    | Р  | Р   | М   | Н    | М    | Р    | Р    | Р    | Р    | Н    | Р    | Р    | Р    |
| CO3-2  | Р  | Р    | Р  | Р   | Н   | Н    | Н    | Н    | Н    | Н    | Н    | Н    | Н    | -    | -    |
| ------ | -- | ---- | -- | --- | --- | ---- | ---- | ---- | ---- | ---- | ---- | ---- | ---- | ---- | ---- |
| SiO3-2 | Н  | -    | Р  | Р   | Н   | Н    | Н    | Н    | Н    | Н    | Н    | Н    | Н    | Н    | Н    |
| PO4-3  | Р  | Р    | Р  | Р   | Н   | Н    | Н    | Н    | Н    | Н    | Н    | Н    | Н    | Н    | Н    |

В таблицата е дадена разтворимостта на някои киселини, хидроксиди и соли като:
Р – са отбелязани веществата, които са разтворими във вода.
М – са отбелязани веществата, които са малко разтворими във вода.
Н – са отбелязани веществата, които са неразтворими във вода